# Israel Eldad

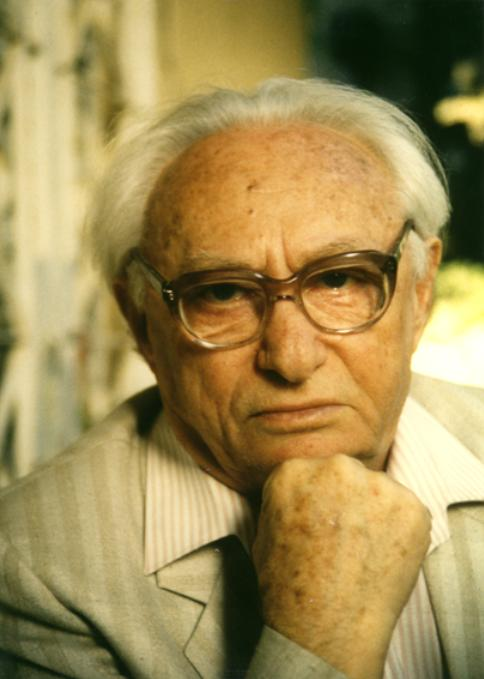
Israel Eldad

Israel Eldad (ursprünglich Israel Scheib, * 11. November 1910 in Podwołoczyska, Österreich-Ungarn; † 22. Januar 1996 in Jerusalem; Pseudonym Sambatyon) war zur Zeit des britischen Palästina-Mandats ein jüdischer Untergrundkämpfer, Gründungsmitglied und Chefideologe der Organisation Lechi.

## Leben

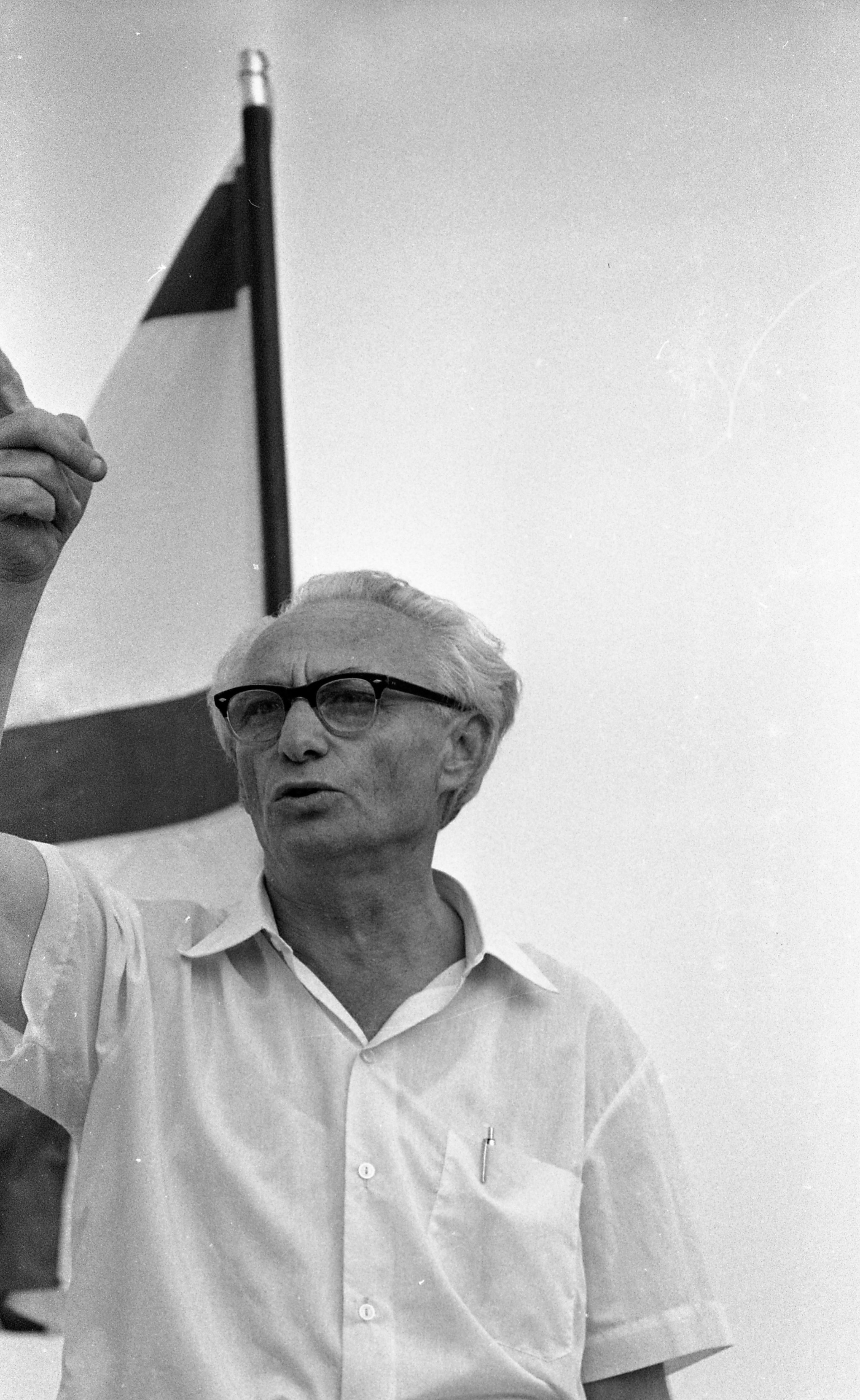
Israel Eldad, 1969

Eldad besuchte die Rabbinerschule in Łódź und studierte Philosophie und Geschichte an der Universität Wien. Er war aktives Mitglied von Betar und schrieb literarische und politische Beiträge für verschiedene polnisch-jüdische Organisationen. 1941 floh er aus dem sowjetisch besetzten Wilna nach Palästina, wo er Lehrer in Tel Aviv wurde. Bald wurde er leitender Ideologe der Untergrundorganisation Lechi sowie Redakteur bei deren Zeitschriften, der monatlich erscheinenden Publikation He-Chasit („Die Front“) sowie der wöchentlich erscheinenden Ha-Ma'as. Auf der Flucht vor britischen Verfolgern wurde er verwundet, verhaftet und im Gefangenenlager von Latrun eineinhalb Jahre gefangengehalten, bis er 1946 von Lechi-Mitgliedern in dem Krankenhaus von Jerusalem, in dem er behandelt werden sollte, befreit wurde. Bis zur israelischen Staatsgründung setzte er seine Untergrundaktivitäten fort. 
Nachher bildete er die rechtsextreme Gruppe Chasit ha-Moledet („Heimatfront“), welche nach der Ermordung des UN-Vermittlers Folke Bernadotte am 9. September 1948 von der israelischen Regierung für illegal erklärt wurde. Während einige Mitglieder dieser Organisation verhaftet wurden, hielt sich Eldad versteckt und konnte so der Verhaftung entgehen. Seit 1949 war er Redakteur der Zeitschrift Sullam („Die Leiter“), welche extreme nationalistische Ansichten vertrat. Sein Ziel war ein Groß-Israel in seinen maximalen „biblischen Grenzen“, er befürwortete die Vertreibung der ansässigen arabischen Bevölkerung. 1950 erließ David Ben-Gurion eine Anweisung, ihn wegen seiner Ansichten aus dem Schuldienst zu entlassen; Eldad erhob jedoch dagegen beim Obersten Gericht Israels Klage und erhielt Recht. Gleichwohl war keine Schule bereit, ihn als Lehrer anzustellen. Er verdiente seinen Lebensunterhalt als Übersetzer. Von 1962 an war er 20 Jahren lang Dozent am Technion in Haifa, ab 1982 an der Universität Ariel.
Israel Eldad starb im Januar 1996 in Jerusalem und wurde auf dem Jüdischen Friedhof am Ölberg bestattet. 

## Ehrungen
- 1988 wurde er mit dem Bialik-Preis ausgezeichnet.